# Leigh (Name)
Leigh ist ein englischer Familienname und von diesem abgeleiteter Vorname.

## Herkunft und Bedeutung
Leigh ist als Variante von Lee ein ursprünglich ortsbezogener englischer Familienname, der jemanden bezeichnete, der nahe einer Waldung bzw. Waldlichtung (altenglisch leah) lebte, sowie ein von diesem abgeleiteter männlicher und weiblicher Vorname.

## Namensträger

### Männlicher Vorname
- Leigh Adams (* 1971), australischer Speedwayfahrer
- Leigh Bowery (1961–1994), australischer Performancekünstler und Model
- Leigh Broxham (* 1988), australischer Fußballspieler
- Leigh Canham (* 1958), britischer Wissenschaftler und Hochschullehrer
- Patrick Leigh Fermor (1915–2011), britischer Schriftsteller und Agent
- Leigh Griffiths (* 1990), schottischer Fußballspieler
- Leigh Halfpenny (* 1988), walisischer Rugby-Union-Spieler
- Leigh Harline (1907–1969), US-amerikanischer Filmkomponist
- Leigh Howard (* 1989), australischer Radrennfahrer
- Leigh Hunt (1784–1859), englischer Schriftsteller
- Leigh Ledare (* 1976), US-amerikanischer Fotograf und Videokünstler
- Leigh McCloskey (* 1955), US-amerikanischer Schauspieler
- Leigh Scott (* 1972), US-amerikanischer Filmregisseur und Drehbuchautor
- Leigh Turner (* 1958), britischer Diplomat
- Benjamin Leigh Smith (1828–1913), britischer Polarforscher
- Leigh Van Valen (1935–2010), US-amerikanischer Biologe
- Leigh Whannell (* 1977), australischer Drehbuchautor und Schauspieler
- Leigh Whipper (1876–1975), afro-amerikanischer Schauspieler

### Weiblicher Vorname
- Leigh-Allyn Baker (* 1972), US-amerikanische Schauspielerin
- Leigh Bardugo (* 1975), US-amerikanische Schriftstellerin
- Leigh Brackett (1915–1978), US-amerikanische Schriftstellerin und Drehbuchautorin
- Rachael Leigh Cook (* 1979), US-amerikanische Schauspielerin und Model
- Tricia Leigh Fisher (* 1968), US-amerikanische Schauspielerin und Sängerin
- Leigh Harris (≈1954–2019), US-amerikanische Jazzsängerin
- Leigh Kennedy (* 1951), US-amerikanische Schriftstellerin
- Leigh-Ann Naidoo (* 1976), südafrikanische Beachvolleyballspielerin
- Leigh Taylor-Young (* 1945), US-amerikanische Schauspielerin
- Alicia Leigh Willis (* 1978), US-amerikanische Schauspielerin

### Familienname
- Ashton Leigh (* 1986), US-amerikanische Schauspielerin
- Augusta Leigh (1783–1851), britische Aristokratin, Halbschwester von Lord Byron
- Barbara Leigh (Schauspielerin) (* 1946), US-amerikanische Schauspielerin
- Barbara Leigh-Hunt (1935–2024), britische Schauspielerin
- Barbara Leigh Smith Bodichon (1827–1891), englische Pädagogin, Künstlerin, Feministin und Frauenrechtsaktivistin
- Benjamin W. Leigh (1781–1849), US-amerikanischer Politiker
- Carol Leigh (1951–2022), US-amerikanische Filmemacherin
- Carol Ann Leigh (1933–2020), US-amerikanische Blues- und Jazzsängerin
- Charlie Leigh (1945–2006), US-amerikanischer Footballspieler
- Cherami Leigh (* 1988), US-amerikanische Schauspielerin und Synchronsprecherin
- Chyler Leigh (* 1982), US-amerikanische Schauspielerin
- David Leigh (Journalist) (* 1946), britischer Journalist, Publizist und Hochschullehrer
- David Leigh (Schwimmer) (* 1956), britischer Schwimmer
- David A. Leigh (* 1963), britischer Chemiker und Nanowissenschaftler
- Dorian Leigh (1917–2008), US-amerikanisches Fotomodell und Schauspielerin
- Edward Leigh (* 1950), britischer Politiker (Conservative Party), Mitglied des House of Commons
- Egerton Boughton-Leigh (1897–1960), britischer Soldat und Alpiner Skirennläufer
- Elizabeth Medora Leigh (1814–1849), britische Abenteuerin, vermutlich uneheliche Tochter von Lord Byron
- Francis Leigh, 1. Earl of Chichester (1598–1653), britischer Peer und Politiker
- Greg Leigh (* 1994), englischer Fußballspieler
- Gustavo Leigh (1920–1999), chilenischer Generalleutnant
- Heather Leigh (* 1979), amerikanische Improvisationsmusikerin und Songwriterin
- Helen Boughton-Leigh (1906–1999), britisch-amerikanische Skirennläuferin
- Howard Leigh (Moderator) (* 1940), australischer Journalist und Moderator
- Howard Leigh, Baron Leigh of Hurley (* 1959), britischer Wirtschaftsmanager und Politiker
- Janet Leigh (1927–2004), US-amerikanische Schauspielerin
- Jennifer Jason Leigh (* 1962), US-amerikanische Schauspielerin
- John Leigh (Schauspieler, 1689) (1689–1726), irischer Schauspieler und Dramatiker
- John Leigh (Schauspieler, 1965) (* 1965), neuseeländischer Schauspieler und Synchronsprecher
- John Leigh (* 1985), britischer Mixed-Media-Künstler und Grafikdesigner, siehe Karborn
- Julia Leigh (* 1970), australische Schriftstellerin und Regisseurin
- Kassum Leigh (1948–2014), gambischer Politiker
- Katie Leigh (* 1958), US-amerikanische Synchronsprecherin
- Leila Leigh (* 1975), US-amerikanische Schauspielerin
- Lewis Leigh Fermor (1880–1954), englischer Geologe
- Lyane Leigh (* 1969), Künstlername der deutschen Sängerin Liane Hegemann
- Makenzie Leigh (* 1990), US-amerikanische Schauspielerin
- Mary Leigh (1885–1978), englisch-britische militante Suffragette
- Medora Leigh, siehe Elizabeth Medora Leigh
- Mike Leigh (* 1943), britischer Regisseur, Drehbuchautor, Schauspieler und Bühnenbildner
- Mitch Leigh (1928–2014), US-amerikanischer Komponist und Theaterproduzent
- Monroe Leigh (1919–2001), US-amerikanischer Jurist
- Nikki Leigh (* 1988), US-amerikanische Schauspielerin
- Rachael Leigh Cook (* 1979), US-amerikanische Schauspielerin und Fotomodell
- Ralph Leigh (1915–1987), britischer Literaturwissenschaftler
- Richard Leigh (1943–2007), US-amerikanischer Autor
- Robert Leigh-Pemberton, Baron Kingsdown (1927–2013), britischer Bankier
- Roberta Leigh († 2014), britische Schriftstellerin, Kinderbuchautorin und Fernsehproduzentin
- Roger Leigh-Wood (1906–1987), britischer Leichtathlet
- Ronald Leigh-Hunt (1920–2005), britischer Schauspieler
- Sam Leigh-Brown (* 1969), britische Sängerin
- Simone Leigh (* 1967), US-amerikanische Bildhauerin, Installations-, Video- und Performancekünstlerin
- Stephen Leigh (* 1951), US-amerikanischer Science-Fiction-Autor
- Suzanna Leigh (1945–2017), britische Schauspielerin
- Todd Leigh, US-amerikanischer Schauspieler und Filmschaffender
- Tom Leigh (1875–1914), englischer Fußballspieler
- Trafford Leigh-Mallory (1892–1944), britischer Luftmarschall
- Vera Leigh (1903–1944), britische Agentin
- Vivien Leigh (1913–1967), britische Schauspielerin
- Walter Leigh (1905–1942), britischer Komponist
- Wendy Leigh (1950–2016), britische Gesellschaftsjournalistin und Buchautorin
- William Robinson Leigh (1866–1955), amerikanischer Maler und Illustrator